# Новильо, Хоакин
Хоакин Ариэль Новильо (исп. Joaquín Ariel Novillo; род. 19 февраля 1998, Кордова) — аргентинский футболист, защитник чилийского клуба «Депортес Икике».

## Клубная карьера
Новильо — воспитанник клуба «Бельграно». 27 января 2019 года в матче против «Унион Санта-Фе» он дебютировал в аргентинской Примере. По итогам сезона команда вылетела из элиты, но игрок остался в клубе. 17 августа в матче против «Сан-Мартин Сан-Хуан» он дебютировал в Примере B. 13 сентября в поединке против «Темперлей» Хоакин забил свой первый гол за «Бельграно».

## Международная карьера
В 2019 году Новильо в составе олимпийской сборной Аргентины стал победителем Панамериканских игр в Перу. На турнире он сыграл в матчах против команд Эквадора, Мексики, Панамы, Уругвая и Гондураса.

## Достижения
Международные
Аргентина (до 23)
- Победитель Панамериканских игр — 2019